# Rubus barberi
Rubus barberi — вид квіткових рослин з родини трояндових (Rosaceae). Ареал: Східна Німеччина (Саксонія); регіонально вимер: Польща та Чехія.